# هاريسون سالزبوري
هاريسون سالزبوري (بالإنجليزية: Harrison Salisbury) هو كاتب وصحفي أمريكي، ولد في 14 نوفمبر 1908 في منيابولس في الولايات المتحدة، وتوفي في 5 يوليو 1993.

## وصلات خارجية
- هاريسون سالزبوري على موقع IMDb (الإنجليزية)
- هاريسون سالزبوري على موقع الموسوعة البريطانية (الإنجليزية)